# Torgil Ringmar
Richard Torgil Ringmar, född den 12 juli 1915 i Torshälla, död den 26 juni 1983, var en svensk skolledare och biståndstjänsteman. Han var son till prosten Richard Ringmar, bror till bankmannen och sångaren Richard Ringmar samt far till radioreportern Viveca Ringmar.
Ringmar studerade vid Uppsala universitet, där han blev filosofie kandidat 1938. Han var lärare vid Fornby folkhögskola 1939–1946 och vid Åsa folkhögskola 1947–1966, där han även var rektor. Han var konsulent vid Skolöverstyrelsen 1953–1955, producent vid Sveriges radio 1956, Unesco-expert i Etiopien 1959–1960, i Turkiet 1961–1963 och i Nepal 1967. Han arbetade vid Nämnden för internationellt bistånd från 1965, vilket senare blev Sida där han blev avdelningschef 1970.
Ringmar var ordförande för Sveriges Körförbund från 1965 och dirigent för Borganäskören 1942–1948 och 1976-1983.